# البورن (مینه‌سوتا)
البورن، مینه‌سوتا (به انگلیسی: Alborn, Minnesota) یک منطقهٔ مسکونی در ایالات متحده آمریکا است که در مینه‌سوتا واقع شده‌است.

## خصوصیات
البورن ۱۰ نفر جمعیت دارد و ۳۹۶٫۸۵ متر بالاتر از سطح دریا واقع شده‌است.